# Coptocephala linnaeana
Coptocephala linnaeana là một loài bọ cánh cứng trong họ Chrysomelidae. Loài này được Petitpierre & Alonso-Zarazaga miêu tả khoa học năm 2000.